# ももクロ式見学ガイド もも見!!
『ももクロ式見学ガイド もも見!!』（ももクロしきけんがくガイド ももけん）は、2011年11月11日から2012年10月26日まで、テレ朝チャンネルにて隔週金曜日に放送されていたバラエティ番組（テレ朝動画でも配信されていた）。放送内容を収録した、Blu-ray BOXが発売されている。
なお、この番組が取り上げた体操選手の村上茉愛は、その5年後の世界選手権で、日本人女子初となる床運動での金メダルを獲得。2020年東京オリンピック体操競技では、同じく床運動で銅メダルを獲得し、女子個人種目では日本初となるメダリストとなった。

## 概要
ももいろクローバーZが見聞を広げるべく、身近な商品を製造する工場・流行の最先端を行く企業・話題のスポットなどを見学・体験していく（複数回にまたがる）。1つの場所が終了するごとに、学んだことをテストするコーナーが設けられる。
訪問先
- 白洋舍クリーニング工場（#1 - 3）
- あすなろ腹話術教室（#3 - 4）
- 東洋化成レコード工場（#4 - 6）
- 池谷幸雄体操倶楽部（#6 - 8）
- シンエイ動画（#9 - 11）
- ベルエポック製菓調理専門学校（#11 - 13）
- ヘアサロン（#14 - 16）
- フラワーショップ（#16 - 18）
- はとバス（#19 - 20）
- 東京消防庁レスキュー隊（#21 - 22）

## 出演者
- ももいろクローバーZ（百田夏菜子・玉井詩織・佐々木彩夏・有安杏果・高城れに）- 「はとバス」の回（#19・#20）は有安と高城のみ出演。
- 石井希和（当時テレビ朝日アナウンサー） - 進行役。夫の海外転勤同行に伴い退社のため、第18回放送を最後に途中降板。
- 前田有紀（テレビ朝日アナウンサー） - 進行役。石井アナの後任。

## 主要スタッフ
- ナレーター：佐々木亮太（テレビ朝日アナウンサー）
- 構成：興津豪乃、佐藤ちゃっかり
- 監修：佐々木敦規
- カメラ：青木俊
- 音響効果：寺本篤史
- 宣伝：青木里菜子
- ディレクター：平川和志
- プロデューサー：鈴木さちひろ（テレビ朝日）、佐々木崇（テレビ朝日）
- 技術協力：フナヤ278
- 制作著作：テレビ朝日